# Сітань
Сітань, Сітані (рум. Sitani) — село у повіті Біхор в Румунії. Входить до складу комуни Помезеу.
Село розташоване на відстані 395 км на північний захід від Бухареста, 40 км на південний схід від Ораді, 98 км на захід від Клуж-Напоки, 143 км на північний схід від Тімішоари.

## Населення
За даними перепису населення 2002 року у селі проживали 543 особи, усі — румуни. Усі жителі села рідною мовою назвали румунську.